# 斯卡多夫斯克區
斯卡多夫斯克區（烏克蘭語：Скадовський район），是烏克蘭南部赫爾松州的一個區，行政中心設於斯卡多夫斯克，面積为5,255平方公里，人口数量为124,508人（2021年估计）。

## 历史
2020年7月18日乌克兰施行了行政区划改革，赫爾松州的区份数量减至5个，斯卡多夫斯克區的面积显著扩大。改革前斯卡多夫斯克區的面積为1,456平方公里，2020年人口数量为46,043人。

## 行政区划
斯卡多夫斯克区下分为9个市镇：
- 霍拉普里斯坦市镇（烏克蘭語：Голопристанська міська громада）（市级）
- 斯卡多夫斯克市镇（烏克蘭語：Скадовська міська громада）（市级）
- 卡兰恰克市镇（烏克蘭語：Каланчацька селищна громада）（镇级）
- 米爾內市鎮（烏克蘭語：Мирненська селищна громада (Херсонська область)）（镇级）
- 拉祖爾內市鎮（烏克蘭語：Лазурненська селищна громада）（镇级）
- 貝赫泰里市鎮（烏克蘭語：Бехтерська сільська громада）（乡级）
- 多爾馬蒂夫卡市鎮（烏克蘭語：Долматівська сільська громада）（乡级）
- 丘拉基夫卡市镇（烏克蘭語：Чулаківська сільська громада）（乡级）
- 新米科莱夫卡市镇（乡级）